# Kevin W. Fitzgerald

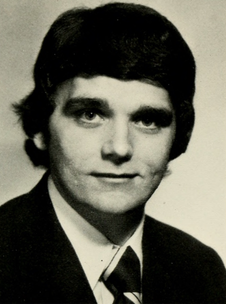
Imagem de Kevin Fitzgerald.

Kevin W. Fitzgerald (31 de janeiro de 1950 – 1 de outubro de 2007) foi um político e conselheiro de orientação americano.
Fitzgerald nasceu em Boston, Massachusetts. Ele estudou no Mission Hill High School e no Saint Anselm College. Fitzgerald era um orientador e morava em Mission Hill, Boston, com a sua esposa e família. Ele serviu na Câmara dos Representantes de Massachusetts de 1975 até 2003 e era um democrata. Ele morreu de cancro em Boston, Massachusetts.